# 动物比喻测试
动物比喻测试是一个由Dr. Albert Levis博士，创造开发博物馆的创建人以及负责人，所开发的心理学测验。动物比喻测试是Levis的争论分析，一本心理学书中所讲述的一项测试（页面存档备份，存于）。动物比喻测试中包含了一系列的创作以及分析考验。与常规的测验不同，动物一步测验即使诊断也是治疗。与 Rorschach test和TAT不同，动物比喻测试以自我分析为前提，使用的是自我评价问卷。其测试包含了美术治疗法，认知行为治疗和洞察疗法，同时给行为分析提供了一个理论性的交流平台。
这个测试在临床治疗中有着广泛的应用，同时也作为教育方面的评估，和人力资源的挑选。这个测试由哈姆登,CT的行为标准研究中心（美国的一个医疗培训以及研究中心）所开发。
“动物比喻包含了广阔的一系列意义，从侮辱到表达爱意。两个调查仔细的看了下是什么因素使得这些比喻如有攻击性。调查1看了下40个常见的比喻，结果是虽然他们的意思不同，但是他们有以描述坠落，意见不一致，以及愚蠢为中心。这些比喻中的攻击性都来源于对于动物的反感以及对于对象的非人化的贬低。调查2看了下比喻词所在的上下文，发现比喻们具不具有攻击性与所用的语气，表情，性别以及对象的社会团体也有很大的关系。这些差别影响了比喻词是否具有攻击性。”  

## 其他链接
- The Art to Science Project （页面存档备份，存于）